# Québec Noticias
Québec Noticias Digital (QN) est un média hispano-canadien indépendante, destinée à diffuser des nouvelles et du divertissement dans un format électronique, consacrée fondamentalement à la communauté latino-américaine du Québec et du Canada. Son siège est établi à Montréal. 
Québec Noticias est apparu pour la première fois, en version papier, le 21 novembre 2005. La première version électronique du média est officiellement mise en ligne le 15 décembre 2005. Depuis ses origines, Québec Noticias  diffuse  et soutient la culture et la créativité des Latino-Américains qui résident en sol canadien.
L’objectif principal  de Québec Noticias est  de favoriser l'intégration de la communauté latino-américaine à la société canadienne.  À cet effet, Québec Noticias a prévu d'exécuter divers plans afin de promouvoir des activités favorisant les échanges économiques et culturels entre l'Amérique latine et le Canada.